# فيكتور أنطونيو غونزاليس
فيكتور أنطونيو غونزاليس (بالإنجليزية: Victor Antonio González)‏ هو مؤلف ومقدم تلفزيوني وشخصية أعمال أمريكي، ولد في 13 يناير 1963 في شيكاغو في الولايات المتحدة.